# Маршанське
Маршанське (рос. Маршанское) — село у Каргатському районі Новосибірської області Російської Федерації.
Входить до складу муніципального утворення Маршанська сільрада. Населення становить 764 особи (2010).

## Історія
Згідно із законом від 2 червня 2004 року органом місцевого самоврядування є Маршанська сільрада.

## Населення
| 2002 | 2007 | 2010 |
| ---- | ---- | ---- |
| 952  | ↘844 | ↘764 |